# The Fool on the Hill
«The Fool on the Hill» (с англ. — «Дурак на холме») — песня The Beatles из альбома Magical Mystery Tour, написанная Полом Маккартни.

## История создания
По утверждению Маккартни, прототипом главного героя песни был Махариши Махеш Йоги:

«Дурака на холме» сочинял я и писал эту песню, как считаю и сейчас, о ком-то вроде Махариши. Клеветники называли его дураком. Из-за его хихиканья его не воспринимали полностью всерьёз… Я однажды сидел за фортепьяно в ливерпульском доме моего отца и играл аккорд D6, и вдруг сочинил «Дурака на холме».
Оригинальный текст (англ.)«Fool on the Hill» was mine and I think I was writing about someone like Maharishi. His detractors called him a fool. Because of his giggle he wasn’t taken too seriously… I was sitting at the piano at my father’s house in Liverpool hitting a D 6th chord, and I made up «Fool on the Hill».

Алистер Тейлор в книге «Вчера» (англ. Yesterday) упоминает о следующем необычном случае, также вдохновившем Маккартни на написание песни. Однажды Тейлор и Маккартни гуляли по холму Первоцветов и рассуждали о существовании Бога; в этот момент к ним подошёл и тут же исчез какой-то незнакомец.
Маккартни спел «The Fool on the Hill» Леннону во время записи «With a Little Help from My Friends», и Леннон посоветовал ему записать музыкальную композицию песни. Маккартни отказался, считая, что не забудет её. В 1980 году в своём интервью с Playboy Леннон сказал о «The Fool on the Hill»:

А это уже Пол. Ещё одно неплохое произведение. Показывает, что он может сам целиком сочинять песни.
Оригинальный текст (англ.)Now that's Paul. Another good lyric. Shows he's capable of writing complete songs.

## Запись
Первую версию песни Пол Маккартни записал 6 сентября 1967 года (её можно найти на сборнике Anthology 2).
25 сентября были записаны три дубля базовой дорожки, после чего последовали наложения. К концу сессии запись включала два фортепиано, барабаны, акустическую гитару, блокфлейты и лид-вокал. Затем был сделан промежуточный микс, пронумерованный как дубль четыре. К концу сессии, которая закончилась в 03:00, был сделан мономикс. Результат на этой стадии можно услышать на Anthology 2. Также на сессии присутствовали два японских журналиста: репортёр Румико Хошика и фотограф Кох Хэзеб из журнала Music Life. Много фотографий за работой были впоследствии изданы, а также были записаны репетиции песни и интервью.
Вечером 26 сентября группа заново приступила к записи бэк дорожки. Этот ремейк, который назвали дубль пять, был получен из промежуточного микса четвёртого дубля, записанного в предыдущий день, однако большинство партий было записано заново, включая фортепиано Пола Маккартни на первой дорожке, барабаны Старра и тарелки на другой, акустическую гитару и маракасы на третьей. Четвёртая дорожка содержала наложения челесты, дополнительного фортепиано и блокфлейты. На этой стадии увеличили длительность песни с 3:50 до 4:25, но при финальном микшировании она была сокращена до 2:57. Все эти дорожки были объединены в одну промежуточным миксом, названным дубль шесть, на который Маккартни добавил лид-вокал, записанный далб-трекингом, и соло на блокфлейте. Леннон и Харрисон заполнили четвёртую дорожку басовыми гармониками. Ленточная петля с замедленной гитарой была также добавлена к четвёртой дорожке; её можно услышать сразу после заключительной строчки: «And the eyes in his head see the world spinning round».
Песня была закончена 20 октября 1967 года с добавлением трёх партий флейты. Они были записаны на отдельную плёнку и сведены с использованием двух машин, работающих в синхронизации. Продюсера Джорджа Мартина не было в студии в эту сессию, поэтому его роль исполнял баланс-инженер[что?] Кен Скотт.
Тональности ре мажор и ре минор в песне чередуются. Этот эффект заимствован у Коула Портера, у которого в песне «Night and Day» (с англ. — «Ночь и день») так же чередуются до мажор и до минор.

## Участники записи
В записи песни участвовали:
- Пол Маккартни — ведущий вокал, фортепьяно, акустическая гитара, блокфлейта, бас-гитара, вистл
- Джон Леннон — губная гармоника, варган
- Джордж Харрисон — губная гармоника, акустическая гитара
- Ринго Старр — ударная установка, сагаты, маракас
- Кристофер Тейлор — флейта
- Ричард Тейлор — флейта
- Джек Эллори[англ.] — флейта

## Отзывы
Ричи Антербергер, критик с Allmusic, утверждал, что «The Fool on the Hill» — лучшая песня в альбоме, если не считать «I Am the Walrus». Тим Райли с National Public Radio, напротив, был недоволен песней и сравнивал её с песнями шекспировских шутов. Он писал:

Эту песню необычайно переоценивают. Она стала самым недостойным символом The Beatles со времён «Michelle».
Оригинальный текст (англ.)Possibilities in this song outweigh its substance — it's the most unworthy Beatles standard since «Michelle».

## Исполнение на концертах
The Beatles уже не выступали с регулярными концертами, когда была записана «The Fool on the Hill», поэтому они вместе никогда её на концертах не пели. Первое концертное исполнение песни состоялось в 1979 году, когда Пол Маккартни и Wings приехали в Великобританию. Также «The Fool on the Hill» исполнялась Маккартни во время его концертного тура в 1989—1990 годах. Запись версии песни с этого тура вошла в альбом Tripping the Live Fantastic.

## Кавер-версии
У «The Fool on the Hill» есть следующие кавер-версии:
| Год  | Исполнитель     | Альбом                                                                  | Примечания                                                                                               |
| ---- | --------------- | ----------------------------------------------------------------------- | --- |
| 1968 | Сержио Мендес   | сингл                                                                   | № 6 в Billboard Hot 100; № 1 в Hot Adult Contemporary Tracks. Выпущена позже в альбоме Fool on the Hill. |
| 1968 | Эдди Фишер      | сингл                                                                   | |
| 1968 | Бобби Джентри   | Local Gentry                                                            | |
| 1969 | The Four Tops   | The Four Tops Now!                                                      | |
| 1969 | Корри Броккен   |                                                                         | |
| 1969 | Петула Кларк    | Just Pet                                                                | |
| 1969 | Stone the Crows | Stone the Crows                                                         | |
| 1970 | Ширли Бэсси     | сингл                                                                   | № 48 в UK Singles Chart.                                                                                 |
| 1971 | The Chopsticks  | All Of a Sudden                                                         | |
| 1976 | Хелен Редди     | All This and World War II                                               | |
| 1977 | Бьорк           | Björk                                                                   | |
| 1981 | Сара Вон        | Songs of the Beatles                                                    | |
| 1982 | Джон Уильямс    | The Portrait of John Williams                                           | Версия с классической гитарой                                                                            |
| 1986 | Людмила Сенчина |                                                                         | Видеоклип показан в одном из выпусков «Утренней почты» 1986 года.                                        |
| 2007 | Арета Франклин  | Rare & Unreleased Recordings from the Golden Reign of the Queen of Soul | |
| 2007 | Вера Линн       | The Singles Collection                                                  | |
| 2009 | Марк Мэллман    | Minnesota Beatle Project, Vol. 1                                        | |